# Sofia Ionescu
Sofia Ionescu   (Fălticeni, 25 d'abril de 1920 - Bucarest, 21 de març de 2008) va ser una metgessa romanesa i la primera dona neurocirurgiana del món.

## Biografia
Era filla de Constantin Ogrezeanu i Maria Ogrezeanu. El seu interès per la medicina  va començar en el moment en què va conèixer a Aurelia Dumitru, persona amb qui tindria una amistat en un futur, i al seu pare, el Dr. Dumitru. L'esdeveniment que la va fer ingressar a l'escola de medicina va ser la mort d'un amic de la infància, mort a París a causa d'una infecció després d'una cirurgia de cervell.
Amb el suport de la seva mare, Ionescu va iniciar els seus estudis de medicina a Bucarest en 1939. En el seu primer any d'internat, es va especialitzar en oftalmologia. L'any següent va treballar en Suceava en una clínica que no estava ben equipada durant una epidèmia de tifus.  Durant les vacances, va ser voluntària per a cuidar a presoners soviètics a l’Stamate Hospital situat en Fălticeni. Va ser en aquest hospital on es va introduir al servei quirúrgic, en el qual va realitzar les seves primeres operacions, la majoria de les quals eren amputacions.

Va passar l’estiu de 1943 a la unitat de neurocirurgia de l'Hospital Central de malalties mentals, nervioses i endocrines de Bucarest, on va viure el moment decisiu i més important que marcaria el futur de la seva carrera. En 1944, als 24 anys i sota la tutoria del professor Bagdasar, va realitzar la seva primera intervenció de neurocirurgia, a través de la qual va salvar la vida d'un nen en coma de 8 anys amb un hematoma epidural. Aquesta cirurgia li va atorgar un lloc en l'equip del Dr. Bagdasar. Va ser l’any 1945 quan obtingué els títols de metgessa i cirurgiana, cosa que va convertir-la així en la primera neurocirurgiana a Romania.
Aquesta operació va canviar la meva vida durant els següents 47 anys, ja que em vaig convertir en neurocirurgiana, allunyant-me 180 graus del que havia triat per a mi abans, la vida tranquil·la d'una internista a la meva ciutat natal.

## Carrera
El 1954 va començar a exercir com a especialista en neurocirurgia. Va realitzar moltes cirurgies innovadores. Després de convertir-se en consultora, començà a escriure articles en revistes científiques tant de Romania com de l'estranger. Un cop jubilada, va continuar redactant articles que van ser publicats en revistes mèdiques romaneses.
En 1970, l'esposa favorita del Sheikh d'Abu Dhabi es va posar malalta. Pel fet que cap home podia accedir a l'harem, Ionescu va ser la metgessa triada. Passada una setmana a cura de la dona, aquesta va sanar. Per tal de recompensar el treball de Ionescu, el xeic va donar-li 2000 dòlars i una joia valuosa. Ionescu va rebre molts reconeixements al llarg de la seva vida. De fet, per les accions realitzades durant la seva etapa d'estudiant de medicina, va rebre la Insígnia de la Creu Roja en 1943. A més a més, el 29 de març de 1997 es va convertir en membre de l'Acadèmia de Ciències Mèdiques. També va pertànyer a la Societat Romanesa d'Història de la Medicina i a la Societat Romanesa de Neurocirurgia.
Ionescu i seixanta-cinc metges més que van dedicar-se a la medicina, van ser declarats heroïns per l'Organització Mundial de la Salut. A més, va rebre el Diploma de Ciutadà d'Honor i la Medalla d'Honor de la Municipalitat de Fălticeni.
Sofia Ionescu fou neurocirurgiana durant 47 anys a l'Hospital n.9, on formava un equip juntament amb Ionel Ionescu, Constantin Arseni, sota la direcció de Dumitru Bagdasar. Van formar el primer equip neurològic de Romania, posteriorment anomenat «L'equip daurat», el qual va ajudar a desenvolupar la neurocirurgia a Romania.
A principis de març de 2008, Ionescu va rebre el major honor que pot rebre un ciutadà romanès, l'Estrella de la República, amb el rang de cavaller. Va morir només uns dies després, als 88 anys, a Bucarest, deixant un important llegat i obrint el camí neuroquirúrgic per a unes altres i uns altres especialistes.